# Verso di arte minore
Nella metrica spagnola il verso di arte minore (verso de arte menor) è quel verso il cui numero di sillabe è inferiore o pari a otto. La giustificazione della divisione metrica tra arte maggiore e minore si fa a causa della estensione media del gruppo fonico castigliano, che sembra essere di otto sillabe.
Oggi come oggi, questa divisione è accettata da tutti gli studiosi della metrica, ma fino al XIX secolo diversi autori avevano proposto altre definizioni.